# Jorge Núñez
Jorge Martín Núñez Mendoza (ur. 22 stycznia 1978 w Asunción) – piłkarz paragwajski grający na pozycji lewego obrońcy.

## Kariera klubowa
Núñez pochodzi ze stolicy Paragwaju Asunción i tam też rozpoczął piłkarską karierę w klubie Cerro Porteño. W 1996 roku zadebiutował w jego barwach w paragwajskiej Primera División i w swoim pierwszym sezonie był podstawowym graczem klubu. Wywalczył też swój pierwszy tytuł mistrza Paragwaju. W kolejnych sezonach częściej usiadał jednak na ławce rezerwowych niż grał i w końcu w 2000 roku odszedł do lokalnego rywala, Club Guaraní. Tam występował przez dwa lata, a w 2002 roku wrócił do Cerro Porteño, w którym spędził kolejne półtora roku.
Latem 2003 Núñez znów zmienił klub. Wyjechał do argentyńskiego Club Atlético Banfield, gdzie spędził cały sezon 2003/2004. Rok później był już zawodnikiem innego klubu z Buenos Aires, Arsenalu de Sarandí. Karierę w Argentynie kontynuował przez kolejny rok. W fazie Apertura 2005 występował w Racing Club de Avellaneda, a w Clausura 2006 w Estudiantes La Plata.
Przez drugą połowę 2006 roku Núñez pozostawał bez klubu, a na początku 2007 ponownie podpisał kontrakt z Cerro Porteño.
| Sezon   | Klub                      | Kraj      | Rozgrywki        | Mecze | Bramki |
| ------- | ------------------------- | --------- | ---------------- | ----- | ------ |
| 1996    | Cerro Porteño             | Paragwaj  | Primera División | 30    | 5      |
| 1997    | Cerro Porteño             | Paragwaj  | Primera División | 4     | 0      |
| 1998    | Cerro Porteño             | Paragwaj  | Primera División | 8     | 0      |
| 1999    | Cerro Porteño             | Paragwaj  | Primera División | 0     | 0      |
| 2000    | Club Guaraní              | Paragwaj  | Primera División | 11    | 0      |
| 2001    | Club Guaraní              | Paragwaj  | Primera División | 26    | 2      |
| 2002    | Cerro Porteño             | Paragwaj  | Primera División | 21    | 2      |
| 2003    | Cerro Porteño             | Paragwaj  | Primera División | 11    | 1      |
| 2003/04 | Club Atlético Banfield    | Argentyna | Primera División | 34    | 1      |
| 2004/05 | Arsenal de Sarandí        | Argentyna | Primera División | 34    | 2      |
| 2005/06 | Racing Club de Avellaneda | Argentyna | Primera División | 8     | 0      |
| 2005/06 | Estudiantes La Plata      | Argentyna | Primera División | 11    | 0      |
| 2007    | Cerro Porteño             | Paragwaj  | Primera División | 35    | 3      |
| 2008    | Cerro Porteño             | Paragwaj  | Primera División |       |        |

## Kariera reprezentacyjna
W reprezentacji Paragwaju Núñez zadebiutował 2 kwietnia 2003 roku zremisowanym 1:1 towarzyskim spotkaniu z Hondurasem. Natomiast w 2006 roku został powołany przez Aníbala Ruiza do kadry na Mistrzostwa Świata w Niemczech, na których zaliczył wszystkie trzy grupowe spotkania – z Anglią (0:1), Szwecją (0:1) oraz Trynidadem i Tobago (2:0).